# هندسة تنظيمية
الهندسة التنظيمية هي شكل من أشكال تطوير المنظمات، أنشأها "غاري سالتون"، الذي يعمل في شركة الاتصالات المهنية. طُوِّرت بشكل مستمر منذ عام 1994 على المستويين النظري والتطبيقي.
الفرضية الأساسية للهندسة التنظيمية هي أن البشر كائنات معالجة للمعلومات، حيث تفترض أن سلوك الأفراد يمكن فهمه وتوقعه باستخدام النموذج الأساسي للهندسة:
المدخلات > المعالجات > المخرجات
تقدم هذه الفرضية مزايا مقارنة بالمناهج النفسية التقليدية، ومن بين هذه المزايا أنها تتطلب منطقًا بسيطًا دون الحاجة للاعتماد على قوى غير مرئية أو خصائص عقلية "متأصلة".
على سبيل المثال، تتطلب الحياة من الشخص التنقل بين مجموعة من العلاقات مع الأفراد والأشياء. وتميل حياة الأشخاص إلى أن تكون مستقرة نسبيًا، حيث يعيشون في نفس المنزل، ويقودون نفس السيارة، ويضعون نفس الأطفال في الفراش كل مساء، ويذهبون للعمل في نفس المكان كل صباح. يتيح هذا الاستقرار للناس تطوير استراتيجية تعمل في مواقفهم الاعتيادية. وبما أن الناس يميلون إلى إعادة استخدام الأشياء التي تنجح، فإن هذه الاستراتيجية ستصبح نهجهم العام. وسيحاولون استخدامها حتى في المواقف غير المألوفة لتصبح نهجًا مميزًا.
تسمي الهندسة التنظيمية الاستراتيجيات التي يستخدمها الأشخاص بانتظام "أنماط استراتيجية". هذه الأنماط هي مجموعات مختلفة من المدخلات والمعالجات والمخرجات، وكل مزيج ينتج نمط سلوك مختلف لكنه قابل للتوقع. على سبيل المثال، قد يختار شخص الانتباه إلى التفاصيل (المدخلات)، ومن المؤكد تقريبًا أن هذا سيسبب بطء في الاستجابة؛ فكلما زادت التفاصيل المطلوبة، كانوا أبطأ. ومن المحتمل أن يستنتج الآخرون أنهم حذرون أو متأنيون، وتعتبر هذه النتيجة يقينية. غالبًا ما تستغرق معالجة المعلومات وقتًا، وإذا لم يتم إيجاد طريقة لتسريع التفاعلات الكيميائية بين الخلايا العصبية في الدماغ، ستظل النتيجة كما هي.
تطبق الهندسة التنظيمية نفس المنطق لتعريف نطاق السلوكيات الممكنة. وقد وُثِّقت هذه العلاقات تحت اسم "آي أو بي تي"، وهو اختصار "لنموذج معالجة الإدخال والإخراج"، وهو الأداة الأساسية لقياس الأداء في الهندسة التنظيمية.

## أدوات للأفراد
نموذج معالجة الإدخال والإخراج يستخدم استبيانًا مكونًا من 24 عبارة لتقييم التفضيلات. وقد تم تصميم هذا الاستبيان بطريقة تتيح قياسًا نسبيًا (دقيقًا ومباشرًا، مثل قياس المسافات باستخدام المسطرة)، وهذا يختلف عن القياس الترتيبي المستخدم في معظم الأدوات الأخرى (مثل الترتيب: كبير-أكبر-الأكبر أو لا شيء-بعض-كثير). وهذا القياس الدقيق يسمح لنموذج معالجة الإدخال والإخراج باشتقاق صيغ يمكن معالجتها بواسطة الحاسوب دون الحاجة إلى تفسير بشري، حيث يوفر الحاسوب إجابات نهائية مباشرة. كما تدخل معالجة المعلومات في جميع جوانب حياة الشخص تقريبًا، مما يعني أنه يمكن إنشاء تقارير فردية في مجموعة متنوعة من المجالات ذات الاهتمام. وأيضًا تتوفر برامج حاسوبية قياسية في مجالات مثل:
- التعلم
- المبيعات
- القيادة
- إدارة التغيير
- توجيه المسار الوظيفي

كما يمكن برمجة تقارير إضافية حسب الحاجة عندما تظهر ضرورة لذلك.

## أدوات للمجموعات
يسمح القياس الدقيق لأداة نموذج معالجة الإدخال والإخراج بتوقع النتائج المحتملة الكامنة في علاقات مجموعات من الأشخاص. على سبيل المثال، قد يفضل شخص ما الاعتماد على التحليل لاتخاذ القرارات، بينما قد يفضل شخص آخر التصرف بشكل عفوي. يستخدم كلا الأسلوبين تركيبات مختلفة من المدخلات والمعالجة والمخرجات. وعلى الرغم من أن كلا الاستراتيجيتين فعالتان في حل المشكلات، إلا أن استراتيجية أحدهما قد تُعيق استراتيجية الآخر. نتيجة لذلك، يتوقع أن ينشأ توتر في العلاقة بينهما. والأهم هنا أن هذا التوتر لا يحتاج إلى "تفسير"، حيث يُمكن تحديد اتجاهه ودرجته من خلال قوة درجات نموذج معالجة الإدخال والإخراج لكل فرد.
تعتمد الهندسة التنظيمية على علم الاجتماع، وهو علم دراسة المجموعات، كإطار عمل أساسي. وتتيح مبادئ علم الاجتماع للهندسة التنظيمية توسيع نطاق تأثيرها. فعلى سبيل المثال، يمكن لبرامج الكمبيوتر تحليل مجموعات تضم 20 شخصًا أو أكثر يتفاعلون في نفس الوقت، دون الحاجة إلى إجراء مقابلات مع المشاركين. وذلك لأن كل المعلومات اللازمة تكون مضمنة في الأرقام.
بالإضافة إلى ذلك، يوجه علم الاجتماع عملية تفسير البيانات. وقد أُعدت برامج كمبيوتر لتطبيق مبادئه على المواقف الشائعة. فعلى سبيل المثال، يُحلل برنامج تحليل الفريق المجموعات بافتراض أن كل فرد يتمتع بنفس القوة، ويكشف عن الديناميكيات الكامنة التي تحكم سلوك المجموعة. وتصبح هذه الديناميكيات الأساس للنصائح التي يقدمها البرنامج. أما برنامج تحليل القائد فيأخذ التحليل خطوة أبعد، حيث ينظر إلى المجموعة وإلى كل فرد فيها من وجهة نظر القائد. وبالتالي يُحلل البرنامج مدى التوافق بين القائد والمجموعة ويُقدم نصائح محددة للقائد لمساعدته في توجيه المجموعة بشكل فعال.
تنظر نماذج معالجة الإدخال والإخراج إلى المجموعات على أنها نظام من العلاقات المترابطة. وفي هذا النظام، إذا تغيرت علاقة واحدة، فإن أداء النظام بأكمله يتغير. والجدير بالذكر أنه ليس من الضروري أن يتغير أي فرد في المجموعة، بل فقط علاقته بالآخرين. وهذا أمر مهم لأن تغيير الأشخاص قد يكون صعبًا، بينما تغيير العلاقات أسهل نسبيًا. وهذا يعني أن الفوائد يمكن أن تتحقق بسرعة، وستستمر في الزيادة مع مرور الوقت كلما تحسنت أنماط التفاعل بين الأفراد.

## أدوات للشركات
الشركات هي أنظمة تتكون من مجموعات. ولفهم هذه التفاعلات، يمكن استخدام أداة برنامج الإدخال والإخراج لتحليل أداء الشركات. يعتمد هذا المستوى من التحليل على المكونات التحليلية الفردية والجماعية لأداة برنامج الإدخال والإخراج كأدوات استقصائية. تُقاس تأثيرات المجموعات على بعضها البعض باستخدام أدوات الهندسة العملية. حيث يتم دمج الملفات الشخصية للمجموعات المختلفة وتحليلها من خلال تداخلها. يساعد ذلك في توقع كيفية تفاعلها واستنتاج النتائج المحتملة لهذه التفاعلات. تعكس هذه التحليلات الاتجاهات السلوكية العامة لنظام المجموعات، حيث توضح ما يمكن أن يحدث في حال تفاعلت المجموعات دون توجيه منتظم.
تساعد أداة الهندسة التنظيمية في تحديد دور القادة كحلقة وصل بين المجموعات. وفقًا لنموذج "رنسيس ليكرت" للربط، يمثل القائد المجموعة التي يقودها عندما يشارك في مجموعات أكبر. كما يشكل القادة أيضًا ممرًا يحمل المعلومات من المجموعة الأكبر إلى مجموعتهم المحلية، وتساعد أداة "برنامج الإدخال والإخراج" في تحديد مدى فهم القائد للقضايا. وستحدد أيضًا الإجراءات المحتملة التي سيتخذونها.
بما أن سلوك المجموعات والقادة يمكن التنبؤ به، يمكن لأداة "الهندسة التنظيمية" تحليل النتائج المحتملة لهذه التفاعلات. والمبادئ نفسها التي تنطبق على الفرق ستنطبق على الشركات. أي أن التغيير في العلاقات سيؤدي إلى تغيير في النتائج. يمكن لأداة "برنامج الإدخال والإخراج" أن تحدد "ما الذي يسبب ماذا" في نظام المجموعات والقادة. وهذا يسمح بتحديد المناطق الحرجة، مما يسرع التغيير ويقلل التكاليف. يتطور التفاعل الدائم بين القادة والمجموعات إلى ثقافة مؤسسية. وعند تشابه وجهات النظر، تتكون قيم ومعتقدات وسلوكيات مشتركة. من خلال تعديل العلاقات بين القادة والمجموعات، يمكن توجيه الثقافة المؤسسية نحو الاتجاه المطلوب.

## التطبيقات
يستخدم المستشارون والمجموعات الداخلية في الشركات الهندسة التنظيمية.لنموذج معالجة الإدخال والإخراج طرق متعددة، ومن بين الاستخدامات الشائعة:
```
تحسين أداء الفريق، حيث تتميز التقارير سهلة القراءة بالوضوح والاحترام في لهجتها وعمق محتواها. كما أن الطبيعة غير الحكمية لهذه التقارير تجعلها فعالة من مجلس الإدارة إلى فرق العمل في المصانع بنفس التأثير الإيجابي.
```

كما تستخدم التحليلات الفردية المتنوعة لنموذج معالجة الإدخال والإخراج كعنصر أساسي في البرامج التعليمية في مجالات مثل تنمية القيادة والتعلم والتوجيه المهني، وتستخدم أيضًا لتسهيل التعليم نفسه. على سبيل المثال، يستخدم تحليل الشخصية كأداة لإطلاق علاقات إرشادية بسرعة، مما يساعد المشاركين على التعرف على تحيزات بعضهم البعض منذ البداية. وبهذا يمكنهم التعويض على الفور بدلاً من قضاء الوقت في اكتشاف هذه التحيزات في بعضهم البعض.
هناك مجال التطبيق الذي يتمثل في اختيار الأشخاص لشغل أدوار معينة، حيث يمكن لتحليل نموذج معالجة الإدخال والإخراج أن يتنبأ بعلاقة الفرد مع القائد وأعضاء الفريق الآخرين. وعند دمجه مع تدابير أخرى مثل الكفاءات والخبرة والتعليم، فإنه يمكن أن يقلل من احتمالية التعيين غير الملائم.
بشكل عام، تمثل الهندسة التنظيمية وسيلة لفهم وقياس وتوقع وتوجيه السلوك البشري على مستوى الأفراد والمجموعات بهدف تحقيق نتائج إيجابية واضحة ذات أهمية كبيرة. وهي قادرة على تحقيق هذا الهدف في أي سياق يتوافق مع معايير الاعتماد المتبادل التي تميز المنظمات الموجهة نحو تحقيق الأهداف، وقد أثبتت فعاليتها في سياقات محلية ودولية. يمكن الاعتماد على نموذج معالجة الإدخال والإخراج بثقة، حيث تم التحقق من صحة أدوات القياس الخاصة به بشكل شامل، ويتطلب الأمر مستوى قراءة الصف السادس فقط لإكمال المسح المطلوب. تكتب التقارير الفردية بمستوى الصف الثامن، وتختلف التقارير الجماعية وفقًا لتعقيد المجموعة التي قُيِّمت، ولكنها غالبًا ما تتطلب مستوى قراءة أقل من مستوى الصف الثاني عشر.

## المنشورات
تم توثيق الأساليب والأدوات والعمليات التي تعتمدها الهندسة التنظيمية في الكتابين التاليين:
. الهندسة التنظيمية (سالتون، 1996)
. دليل المديرين للهندسة التنظيمية (سالتون، 2000)
كما تم أيضًا التحقق من صحة أدوات برنامج الإدخال والإخراج عبر جميع الأبعاد الثمانية للتحقق من الصلاحية، وهو ما تم توثيقه في كتاب التحقق من صحة الهندسة التنظيمية (سولتيزيك، 2000). وتتوفر هذه الكتب من خلال شركة الاتصالات المهنية. وقد تم تسليط الضوء على المواضيع الحديثة في الهندسة التنظيمية ضمن مجلة الهندسة التنظيمية، حيث تناولت ثلاثة إصدارات متتالية أصول وأساليب التحكم في الثقافة المؤسسية. وتتوفر هذه المنشورات مجانًا عبر موقع المعهد الهندسي التنظيمي. كما يعقد سالتون ندوات دورية في آن أربور، ميشيغان، تتناول نظرية وتطبيق الهندسة التنظيمية بعمق. وتُخصص هذه الندوات لعدد محدود لا يتجاوز 10 أشخاص، ويفضَّل أن يكون لدى المشاركين خبرة سابقة في تقنيات الهندسة التنظيمية، ولكن هذا ليس شرطًا أساسيًا.

## روابط خارجية
- معهد الهندسة التنظيمية
- الاتصالات المهنية، المحدودة
- مقالات في الهندسة التنظيمية